# B.d.
De afkorting b.d. staat voor buiten dienst, gebruikt voor  militairen (met name officieren) die met functioneel leeftijdsontslag zijn. Deze ontslagleeftijd is doorgaans eerder dan de algemene pensioengerechtigde leeftijd.
Een vergelijkbare term uit andere beroepsgroepen (bijvoorbeeld hoogleraren, dominees) is: emeritus.

## Trivia
- In de strip Appie Happie van Dik Bruynestein, werd Appies ploeg gecoacht door kolonel B.D. Buitendienst.